# Hội Nghệ sĩ Nhiếp ảnh Việt Nam
Hội Nghệ sĩ Nhiếp ảnh Việt Nam là tổ chức chính trị xã hội nghề nghiệp phi lợi nhuận của các cá nhân và tổ chức nghệ sĩ hoạt động trong lĩnh vực nhiếp ảnh tại Việt Nam .
Hội có tên giao dịch tiếng Anh là Vietnam Association of Photographic Artists, viết tắt là VAPA.
Hội NSNA Việt Nam thành lập ngày 8/12/1965 . Điều lệ Hội sửa đổi hiện hành đã được Bộ Nội vụ phê duyệt tại Quyết định số 65/2005/QĐ-BNV ngày 05 tháng 07 năm 2005 .
Văn phòng Hội có Trụ sở tại: số 51 Trần Hưng Đạo, phường Hàng Bài, quận Hoàn Kiếm, Hà Nội .
Hội NSNA Việt Nam là thành viên của Liên hiệp các Hội Văn học nghệ thuật Việt Nam và của Liên đoàn Nghệ thuật Nhiếp ảnh Quốc tế (viết tắt theo tiếng Pháp là FIAP, Fédération Internationale de l'Art Photographique).